# La Joux
Pour les articles homonymes, voir Joux (homonymie).
La Joux [la ʒu] est une localité et une ancienne commune suisse du canton de Fribourg, située dans le district de la Glâne.

## Géographie
La Joux se situe à 861 m d'altitude, sur une hauteur de la rive droite du ruisseau des Grands-Marais, à 2,6 km au sud-sud-est de la gare de Vuisternens-devant-Romont.

## Histoire
Le village, initialement connu sous le nom de Jour dès 1301, fait partie du bailliage de Rue de 1536 à 1798, puis du district de Rue jusqu'en 1848. Doté d'une chapelle dédiée à Saint-Jean-Baptiste depuis 1729, le village de La Joux compte également une église bâtie entre 1902 et 1905.
Depuis 2003, La Joux a été integrée à la commune de Vuisternens-devant-Romont comprenant 9 villages.

## Toponymie
Le nom de la localité, qui se prononce [la ʒu], dérive du celtique *juris, qui désigne une forêt ou un bois de montagne (même origine que Jura et Jorat).
Sa première occurrence écrite date de 1301, sous la forme de Jour. Le village se nommait « La Ville de la Jor » en 1591.
La localité se nomme La Dzâ  en patois fribourgeois.

## Population et société

### Surnoms
Les habitants de la localité sont surnommés lè Medze-z-Â, soit ceux qui mangent des œufs en patois fribourgeois, et lè Cacha-Pyâ, soit ceux qui écrasent les poux.